# Handbuch der baden-württembergischen Geschichte

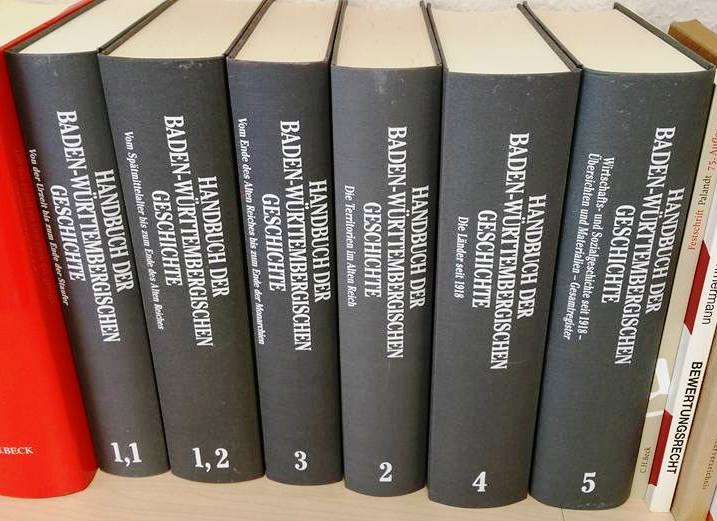
Die sechs Bände des Handbuchs der baden-württembergischen Geschichte

Das von 1992 bis 2007 in sechs Bänden aufgelegte Handbuch der baden-württembergischen Geschichte ist mit 5284 Seiten das Standardwerk zur Geschichte und Vorgeschichte Baden-Württembergs. Es wurde im Auftrag der Kommission für geschichtliche Landeskunde in Baden-Württemberg von Hansmartin Schwarzmaier und Meinrad Schaab herausgegeben. Das Handbuch beschreibt die Geschichte auf dem Territorium des heutigen Bundeslandes Baden-Württemberg von der Ur- und Frühgeschichte bis zum Ende der „Ära Lothar Späth“ (1990).

## Band 1
Band 1, der sich in zwei Teilbände (1.1 und 1.2) aufgliedert, umfasst elf Kapitel, in denen Vorgeschichte und Geschichte des heutigen baden-württembergischen Territoriums bis zum Ende des Alten Reiches (1806) beschrieben werden.

### Teilband 1.1: Von der Urzeit bis zum Ende der Staufer
(Quelle:)

Der Teilband 1.1 eröffnet mit einer Beschreibung der natur-räumlichen Grundlagen Baden-Württembergs als Voraussetzung der geschichtlichen Entwicklungen seit der Urgeschichte. Über die Perioden der römischen Herrschaft und der germanischen Landnahme im Frühmittelalter führen insgesamt sieben Kapitel zur Karolinger-, Ottonen-, Salier- und der für Südwestdeutschland besonders prägenden Stauferzeit, also über das Hochmittelalter bis an die Schwelle des Spätmittelalters. Autoren des 714-seitigen Teilbands 1.1 sind die Historiker Philipp Filtzinger, Hagen Keller, Eugen Reinhard, Edward Sangmeister, Karl Heinz Schröder, Hansmartin Schwarzmaier, Gerhard Taddey, Alfons Zettler und Thomas Zotz.
Im I. Kapitel stellt Karl Heinz Schröder die natürlichen Grundlagen der Landesgeschichte vor (S. 1 bis 29). Es sind dies die Landschaften Oberrheinisches Tiefland, Odenwald, Schwarzwald, Dinkelberg und Hochrheintal, die Gäuplatten, Keuper-Lias-Land, Schwäbische Alb und Oberschwaben. Die räumlichen Einflüsse auf den Gang der Besiedelung werden ebenso untersucht wie die natürlichen Voraussetzungen für die Wirtschaftsentwicklung (agrarische Bodennutzung und Bodenschätze). Das Kapitel schließt mit den natürlichen Leitlinien des Landverkehrs und den Wasserstraßen.
Im II. Kapitel befasst sich Edward Sangmeister mit der Urgeschichte (S. 29 bis 131). Er beantwortet eingangs die Frage, ob die Urgeschichte überhaupt in einer Landesgeschichte abgehandelt werden sollte, um dann die einzelnen Kulturen vorzustellen, zunächst die Zeit vor 5.600 v. Chr. (Paläolithikum – Mesolithikum) mit den Jägern der Eiszeit und den Jägern und Sammlern der Nacheiszeit. Im Altneolithikum mit der bandkeramischen Kultur (5600 bis 4900 v. Chr.) erfolgte die Landnahme durch die ersten Bauern und bildeten sich Regionalgruppen. Im Mittelneolithikum (5100 bis 4100 v. Chr.) treten die Hinkelsteingruppe, die Großgartach-Rössener Kultur und die Kugelbechergruppen auf. Sie markieren den Beginn einer eigenständigen Entwicklung und Kleingruppenbildung. Im Jungneolithikum (4200 bis 3300 v. Chr.) begegnen uns die Michelsberger, Pfyner und Schussenrieder Kultur. Die Rolle der „Erdwerke“ wird beleuchtet. Das ältere Endneolithikum (3200 bis 2800 v. Chr.) mit der Horgener Kultur und der der Kultur "Goldberg III" führt zu einem kulturellen Rückschritt. Das jüngere Endneolithikum und die früheste Bronzezeit (Bz A 1) (2800 bis 1800 v. Chr.) stehen im Zeichen der Schnurkeramischen Kultur, Glockenbecherkultur und Singener Kultur. Für die jüngere Frühbronzezeit (Bz A 2) (1900 bis 1400 v. Chr.) stellt sich die Frage ob Hortfunde ein Indiz für Unruhen sind. Die mittlere Bronzezeit (Br. B-C) (155 bis 1200 v. Chr.) ist durch breit gestreuten Wohlstand gekennzeichnet. In der Spätbronze- und Urnenfelderzeit (Bz. D/Ha A-B) (1300 bis 800 v. Chr.) hat sich eine gesamteuropäische Kultgemeinschaft entwickelt. Die Hallstattkultur (Ha C, 850 bis 600 v. Chr.; Ha D, 630 bis 430 v. Chr.) ist die Zeit des Eisens und des Salzes. In der frühen und mittleren Latènekultur Lt A-C 1 (450 bis 150 v. Chr.) kommt es im 5. Jh. v. Chr. zu einem tiefgreifenden Kulturwandel, der in der Spätlatènekultur LT C 2-D (130 v. Chr. bis 15 n. chr.) in einer neuen Sozialstruktur mündet. Der Südwesten ist jetzt das Land zwischen Römern und Germanen.
Die Römerzeit beschreibt Phillip Filtzinger im III. Kapitel (S. 131 bis 191). Zunächst schildert er die Eroberung Südwestdeutschlands bis zur Besetzung des Limesgebiets. Der rechtsrheinische Limes (Odenwald-Neckar-Limes, Obergermanischer Limes, Rätischer Limes) wird genauso untersucht wie Verwaltung, Kultur und die römische Religion im Limesgebiet.
Im IV. Kapitel schließen sich die germanische Landnahme und das Frühmittelalter an (S. 191 bis 297). Hagen Keller informiert zunächst über die Alemannenzeit (3. bis 5. Jahrhundert), der die Merowingerzeit (spätes 5. bis Ende 7. Jahrhundert) folgt.
Der Karolingerzeit (Ende 7. Jahrhundert bis 911) ist ein eigenes, das V. Kapitel (S. 297 bis 381), gewidmet, das Alfons Zettler bearbeitet hat. Die politische Geschichte „Alemaniens“ im Karolingerreich und im fränkischen Reich ist sein Thema.
Von 911 bis 1167 regierten die Ottonen, die Salier und die frühen Staufer. Thomas Zotz beschreibt die Zeit des eigenständigen Herzogtums Schwaben im VI. Kapitel (S. 381 bis 529).
Dem Ausgang der Stauferzeit (1167 bis 1269) wendet sich Hansmartin Schwarzmaier im VII. und letzten Kapitel zu (S. 529 bis 621). Der erste Teilband 1.1 schließt mit einem umfangreichen Orts- und Personenregister (S. 621 bis 714).

### Teilband 1.2: Vom Spätmittelalter bis zum Ende des Alten Reiches
(Quelle:)

Teilband 1.2 behandelt auf 840 Seiten die Epochen vom Spätmittelalter bis zum Ende des Alten Reiches nach 1800, also vom Untergang der Staufer bis zur Neige des Heiligen Römischen Reichs deutscher Nation. Der südwestdeutsche Raum mit dem Kern des heutigen Bundeslandes Baden-Württemberg wird als eine politische und kulturelle Einheit betrachtet. Die Darstellung der großen Geschichtsperioden – Spätmittelalter, Reformation und Gegenreformation, Absolutismus und Aufklärung – löst sich von der herkömmlichen Betrachtung nach den alten Ländern Baden und Württemberg und ihrer Nachbarn. Eigens erörtert wird die Sozial- und Wirtschaftsgeschichte, die den Blick auf die Entwicklung moderner Staatlichkeit lenkt, den Weg von der Adelsherrschaft des Mittelalters zum Fürstenstaat des 18. Jahrhunderts. Neben die Schilderung der historischen Ereignisse treten die Elemente von Verfassung, Verwaltung und Wirtschaft, die das heutige staatliche und gesellschaftliche Leben formen und mitbestimmen.
In Kapitel VIII (S. 1 bis 145) untersucht Meinrad Schaab zunächst die Institutionen des Spätmittelalters (1250 bis 1500), nämlich Königtum, Reichsgut und Reichssteuern, die Territorialherrschaften, Stände, Städte und Gemeinden. Die Rolle Südwestdeutschlands im Reich wird unter den habsburgischen und antihabsburgischen Königen herausgearbeitet. In zwei eigenständigen Unterkapiteln werden die Kirche jener Zeit sowie das spätmittelalterliche Bildungswesen, Literatur und Kunst im Beschreibungsgebiet vorgestellt.
Kapitel IX (S. 145 bis 307) befasst sich mit der Reformationszeit und Gegenreformation (1500 bis 1648) und wurde von Eike Wolgast bearbeitet.
Das Zeitalter des Absolutismus und der Aufklärung (1648 bis 1806) im deutschen Südwesten stellt Dieter Stievermann in Kapitel X. (S. 307 bis 457) vor.
Der Besiedelungsgeschichte des heutigen baden-württembergischen Territoriums von der Stauferzeit bis zur Französischen Revolution wendet sich in Kapitel XI. (S. 457 bis 587) wiederum Meinrad Schaab zu. Für den gleichen Zeitraum gibt er auch einen Überblick über die Bevölkerungsentwicklung und -gruppierungen wie Adel, Bürger, Landbevölkerung, Leibeigene, Vaganten und Juden. Eine Wirtschaftsgeschichte der Land- und Forstwirtschaft, von Handel und Gewerbe, Verkehr und Währung schließt das Kapitel ab.
Franz Quarthal widmet sich im letzten Beitrag (S. 587 bis 781) den ehemals habsburgischen Vorlanden im südlichen Teil Baden-Württembergs, also Vorderösterreich, von den Anfängen habsburgischer Herrschaft bis zum Herrschaftsverlust der Habsburger 1805. Der Beitrag ist ein Nachtrag zum zeitlich früher erschienenen Band 2 (Weltliche Territorien) und hat daher keine Nummerierung.

## Band 2: Die Territorien im Alten Reich
(Quelle:)

Im Mittelpunkt des Bandes 2 (932 Seiten) steht die Vielzahl der weltlichen und geistlichen Territorien, der reichsstädtischen und reichsritterschaftlichen Herrschaften, in die Südwestdeutschland zur Zeit des Heiligen Römischen Reiches deutscher Nation, des sogenannten Alten Reiches, zerfiel.
Es sind dies die im I. Kapitel (S. 1 bis 439) von verschiedenen Autoren vorgestellten weltlichen Territorien, also: Württemberg (Dieter Mertens), Baden (Hansmartin Schwarzmaier), Vorderösterreich (letzter Beitrag als Nachtrag in Teilband 1.1), Kurpfalz (Meinrad Schaab), Fürstenberg (Ronald G. Asch), Waldenburg (Dieter Stievermann), Hohenzollern (Wilfried Schöntag), Hohenlohe (Gerhard Taddey), Löwenstein-Wertheim (Hermann Ehmer), Oettingen (Dieter Kudorfer), Brandenburg-Ansbach (Gerhard Taddey), Limpurg (Gerhard Taddey), Geroldseck mit Lahr-Mahlberg (Christoph Bühler), Hanau-Lichtenberg (J. Friedrich Battenberg), Herrschaft Schwarzenberg und Vorgänger im Klettgau (Dieter Stievermann), Montfort (Hans-Georg Hofacker), kleinere Hochadelsherrschaften (Michael Klein).
Die geistlichen Territorien (II. Kapitel S. 439–647) sind: Erzstift Mainz (Friedhelm Jürgensmeier), Hochstift Basel (Meinrad Schaab), Hochstift Konstanz (Hansmartin Schwarzmaier), Hochstift Speyer (Kurt Andermann), Hochstift Strassburg (Francis Rapp), Hochstift Worms (Meinrad Schaab), Hochstift Würzburg (Alfred Wendehorst), Fürstabtei Ellwangen (Dieter Stievermann), Abtei St. Blasien und Reichsherrschaft Bonndorf (Johannes Gut), die Reichsprälatenklöster Baindt, Beuron, Buchau, Gengenbach, Gutenzell, Heggbach, Isny, Neresheim, Obermarchtal, Ochsenhausen, Petershausen, Rot an der Rot, Rottenmünster, Salem, Schöntal, Schussenried, Söflingen, Weingarten, Weissenau und Zwiefalten (Hansmartin Schwarzmaier), der Deutsche Ritterorden (Alois Seiler), Johanniterorden (Walter G. Rödel).
Die im III. Kapitel (S. 647 bis 771) vorgestellten Reichsstädte (Hans Eugen Specker) waren: Aalen (Meinrad Schaab), Biberach (Kurt Diemer), Bopfingen (Meinrad Schaab), Buchau (Kurt Diemer), Buchhorn (Hansmartin Schwarzmaier), Esslingen (Rainer Jooß), Giengen an der Brenz (Heinz Bühler), Heilbronn (Christhard Schrenk), Isny (Friedrich Eisele), Leutkirch (Karl Friedrich Eisele), Pfullendorf (Franz Götz), Ravensburg (Peter Eitel), Reutlingen (Heinz Alfred Gemeinhardt), Rottweil (Winfried Hecht), Schwäbisch Gmünd (Klaus Jürgen Hermann), Schwäbisch Hall (Kuno Ulshöfer), Überlingen (Franz Götz), Ulm (Hans Eugen Specker), Wangen (Karl Friedrich Eisele), Weil der Stadt (Rainer Jooß), Wimpfen (Meinrad Schaab), die Vereinsstädte der Ortenau und das Reichstal Harmersbach (Reichsstädte Offenburg, Gengenbach, Zell am Harmersbach, Reichstal Harmersbach) (Dieter Kauß), Rothenburg ob der Tauber, Dinkelsbühl und Nördlingen mit ihren Gebietsteilen im heutigen Baden-Württemberg (Ludwig Schnurrer), Konstanz und andere in Territorien aufgegangene Reichsstädte (Meinrad Schaab).
Im abschließenden IV. Kapitel (S. 771 bis 815) befasst sich Volker Press  mit der Reichsritterschaft. Er stellt zunächst die Entwicklung von den Ministerialen zu den Ritterbünden und vom Schwäbischen Bund zur Reichsritterschaft dar. Dann untersucht er Organisation, Stellung und Ende der Reichsritterschaft in Schwaben. Den Abschluss bildet der Ort Odenwald der fränkischen Reichsritterschaft.
Auch Band 2 enthält ein Orts- und Personenregister.

## Band 3: Vom Ende des Alten Reiches bis zum Ende der Monarchien
(Quelle:)

Am Beginn und am Ende des Bandes 3 (833 Seiten) steht jeweils eine Zäsur der deutschen Geschichte: zum einen die Auflösung des Heiligen Römischen Reiches deutscher Nation, zum anderen der Zusammenbruch des preußisch-deutschen Kaiserreichs und in dessen Sog das Ende der einzelstaatlichen Monarchien. Dazwischen erlebten die südwestdeutschen Territorien einen umfassenden gesellschaftspolitischen und ökonomischen Wandlungsprozess: den Übergang von ständisch verfassten Gemeinwesen zu modernen Verfassungs- und Industriestaaten.
Im I. Kapitel gibt Hans Fenske einen Überblick über die Geschichte Südwestdeutschlands im 19. Jahrhundert (S. 1 bis 25). Die Entstehung des Großherzogtums Baden und seinen Weg zum modernen Verwaltungs- und Verfassungsstaat von 1800 bis 1830 beschreibt Hans-Peter Ullmann im II. Kapitel (S. 25 bis 79). Dem schließt sich die Zeit von 1830 bis 1860 mit dem Vormärz, der Revolutionszeit 1848/49 und die nachmärzliche Zeit der Reaktion an (III. Kapitel von Hans Fenske S. 79 bis 133). Fenske untersucht auch die Zeitspanne von 1860 bis 1918, beginnend mit der Neuen Ära ab 1860 mit der Neugestaltung des Verhältnisses von badischem Staat und Kirche, die Zeit der Reichsgründung und des Kulturkampfes in Baden, die Stellung der badischen Nationalliberalen, die Reichspolitik Großherzog Friedrichs I., das badische Geistesleben dieser Ära und Badens Rolle im Ersten Weltkrieg (IV. Kapitel, S. 133 bis 235). Die Geschichte des neugegründeten Königreichs Württemberg von 1800 bis 1866 beschreibt Bernhard Mann (V. Kapitel, S. 235 bis 333) und von 1864 bis 1919 Eberhard Naujoks (VI. Kapitel, S. 333 bis 433). Hohenzollern von 1800 bis 1918 widmet sich Eberhard Gönner (VII. Kapitel, S. 433 bis 477). Eine Wirtschafts- und Sozialgeschichte des deutschen Südwestens von 1800 bis 1918 schließt im VIII. Kapitel (S. 477 bis 785) den dritten Band ab. Wolfgang von Hippel beschreibt zunächst die wirtschaftlichen und sozialen Verhältnisse am Ende des Alten Reiches als „Ausgangslage“, der sich eine „Anlaufphase“ bis 1850 anschließt, die im Industriestaat mündet.

## Band 4: Die Länder seit 1918
(Quelle:)

Band 4 beschreibt auf 965 Seiten die geschichtliche Entwicklung im deutschen Südwesten vom Ende des Ersten Weltkriegs und der Monarchien 1918 bis zum Jahr 1992, als in Baden-Württemberg die »Ära Späth« endete und das geteilte Deutschland wiedervereinigt werden konnte. In der Periode der „Weimarer Republik“ geht es um die Länder Baden und Württemberg sowie den preußischen Regierungsbezirk Hohenzollern in der schwierigen politischen, wirtschaftlichen und sozialen Situation der Nachkriegszeit bis zum Scheitern dieser ersten demokratisch verfassten Staatswesen in Deutschland und seinen Ländern. Die nachfolgenden Teile schildern Entstehung und Herrschaft der nationalsozialistischen Diktatur seit 1933 bis zu ihrem Untergang am Ende des Zweiten Weltkriegs, der zugleich das Ende der alten Länder Baden, Württemberg und Hohenzollern brachte. Die alliierte Besetzung führte zu einer Aufteilung Südwestdeutschlands in die französische Zone im Süden mit den Ländern (Süd-)Baden und Württemberg-Hohenzollern und die amerikanische Zone im Norden mit dem Land Württemberg-Baden. Nach langwierigen Verhandlungen und Abstimmungskämpfen gelang es 1952, diese drei Länder zum neuen Bundesland Baden-Württemberg zusammenzuschließen. Erst damit beginnt die eigentliche Geschichte jener politischen Einheit, die den Gebietsrahmen für das gesamte Handbuch bildet.
Mit der Beobachtung, dass Föderalismus und Unitarisierung ein Grundmuster deutscher Geschichte im 19. und 20. Jahrhundert darstellen, eröffnet Dieter Langewiesche den vierten Band des Handbuchs (I. Kapitel, S. 1 bis 23). Baden in der Weimarer Republik betrachtet dann Gerhard Kaller (II. Kapitel, S. 23 bis 73). Paul Sauer macht anschließend Württemberg für den gleichen Zeitraum zum Betrachtungsgegenstand (III. Kapitel, S. 73 bis 151). Die Zeit des Nationalsozialismus untersucht für Baden Gerhard Kaller (IV. Kapitel S. 151 bis 231) für Württemberg Paul Sauer (V. Kapitel, S. 231 bis 321) und für Hohenzollern Eberhard Gönner (VI. Kapitel, S. 321 bis 343). Dem Land Württemberg-Baden von 1945 bis 1952, also während der Besatzungszeit bis in die Anfangsjahre der Bundesrepublik hinein, widmet sich Paul Sauer (VII. Kapitel, S. 343 bis 441). Für den gleichen Zeitraum stellen Wilfried Schöntag die Geschichte des Landes Württemberg-Hohenzollern (VIII., S. 441 bis 477) und Klaus-Jürgen Matz die Geschichte des Landes Baden (IX., S. 477 bis 519). Matz beschreibt auch die Grundlagen und Anfänge neu gegründeten Südweststaates Baden-Württemberg von 1948 bis 1960 (X., S. 519 bis 591) ehe dann Fred Sepaintner mit dem XI. Kapitel zur Geschichte Baden-Württembergs von 1960 bis 1992 (S. 591 bis 897) den vierten Band abschließt.

## Band 5: Wirtschafts- und Sozialgeschichte seit 1918, Übersichten und Materialien, Gesamtregister
(Quelle:)

Der abschließende Band 5 des Handbuchs mit 1000 Seiten enthält die Wirtschafts- und Sozialgeschichte Baden-Württembergs nach 1918 (I. Kapitel, S. 1–331), ferner die Stammtafeln der wichtigsten Herrscherfamilien, Bischofs- und Kabinettslisten, Wahl- und Bevölkerungsstatistiken (II. Kapitel, S. 333–541) und ein Gesamtregister aller Bände (III. S. 543–997). Die Darstellung der Wirtschafts- und Sozialgeschichte Baden-Württembergs nach 1918 wurde von Gert Kollmer-von Oheimb-Loup und Hugo Ott verfasst.
In der Einführung in Kapitel I, A wird darauf hingewiesen, dass das 20. Jahrhundert nach dem Ersten Weltkrieg in Politik, Wirtschaft und Gesellschaft grundlegende Veränderungen mit sich brachte. In der zweiten Hälfte des 20. Jahrhunderts vervielfachten sich die Reallöhne und der Wohlstand in bisher nicht gekanntem Ausmaß und machten das Exportland Baden-Württemberg zur Massenkonsumgesellschaft und Wohlfahrtsstaat. Um 1900 wurde im Südwesten die Agrar- von der Industriegesellschaft abgelöst und diese seit den 1970er Jahren von der Dienstleistungs- und Wissenschaftsgesellschaft. Kapitel B untersucht die Bevölkerungsentwicklung und die Entwicklung der sozialen Verhältnisse. Analog dazu, dass sich eine Volkswirtschaft in drei Sektoren gliedert, wird die volkswirtschaftliche Entwicklung Baden-Württembergs anhand der drei Sektoren Land- und Forstwirtschaft (Kapitel C), Handwerk und Industrie (Kapitel D) sowie Dienstleistungen (Kapitel E) dargestellt. Im Kapitel F wird der Staat als Akteur der Volkswirtschaft in Baden-Württemberg einer eingehenden Betrachtung unterzogen, nämlich zuerst hinsichtlich der Entwicklung der öffentlichen Haushalte, dann des Steuerwesens und der Steuerpolitik und schließlich der Wirtschaftspolitik und -förderung.